# グアンタナモ湾

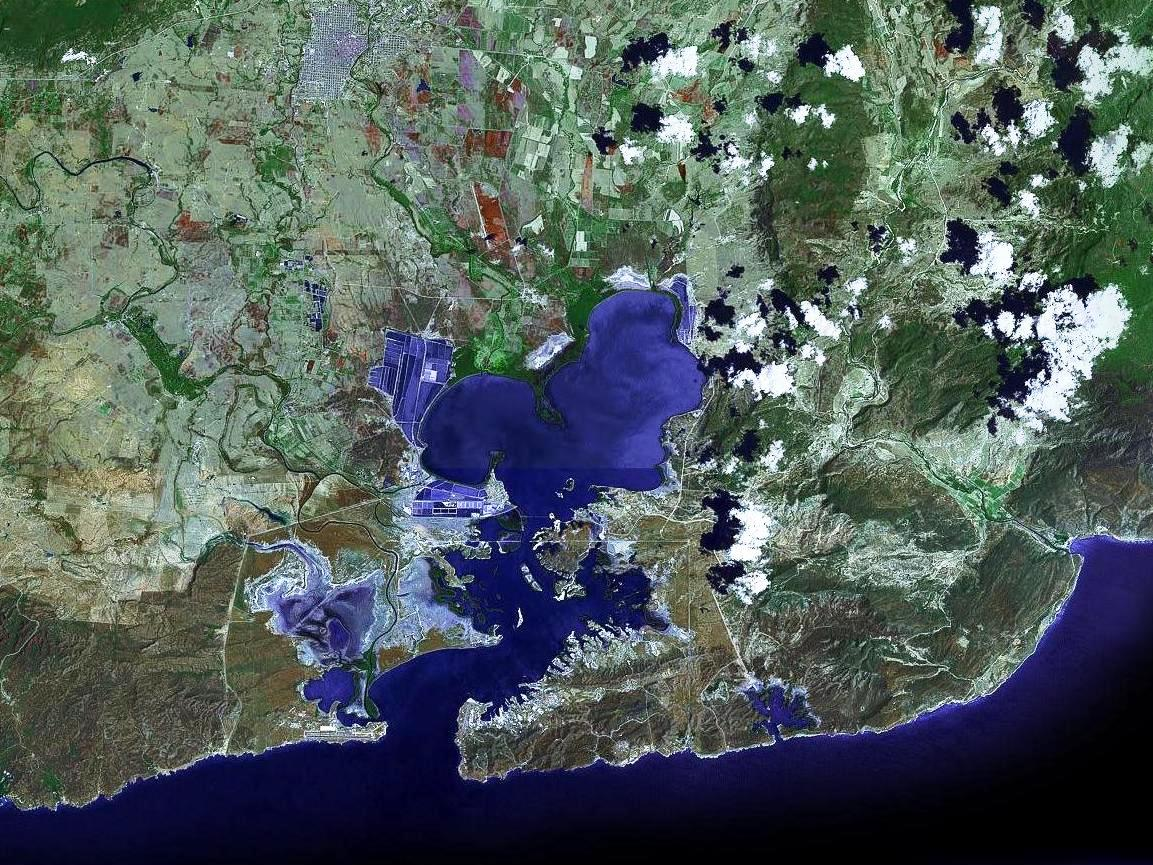
グァンタナモ湾の衛星写真

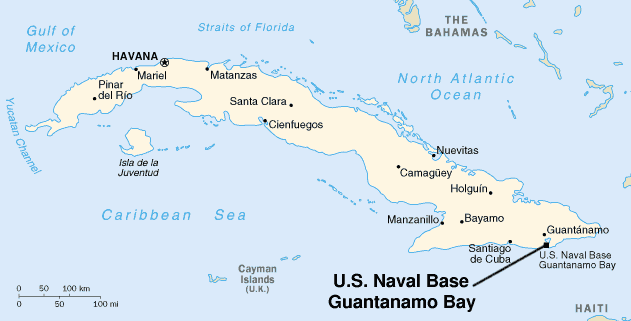
グアンタナモ湾の位置

グアンタナモ湾（グアンタナモわん、スペイン語: Bahía de Guantánamo, 英語: Guantánamo Bay）は、キューバ南東部に位置し、カリブ海のウィンドワード海峡に向かって開けている湾。

## 概要
湾の入口の幅は約6 km。湾の奥深くまで大型船舶を停泊させることができる。
湾の入口近くの西岸には、カイマネラ、東岸にはボケロンという名の二つの港がある。湾の最深部から北方20 kmの地点にあるグアンタナモとは、鉄道及び道路で結ばれている。

## グァンタナモ米軍基地
湾の南部周辺一帯には、1903年の条約によって軍事基地をアメリカが永久租借することになり、以来グァンタナモ米軍基地となっている。
キューバ革命後に誕生したカストロ政権は再三返還要求をしているが、相変わらずアメリカが使っている。